# Commission d'exploration scientifique d'Algérie

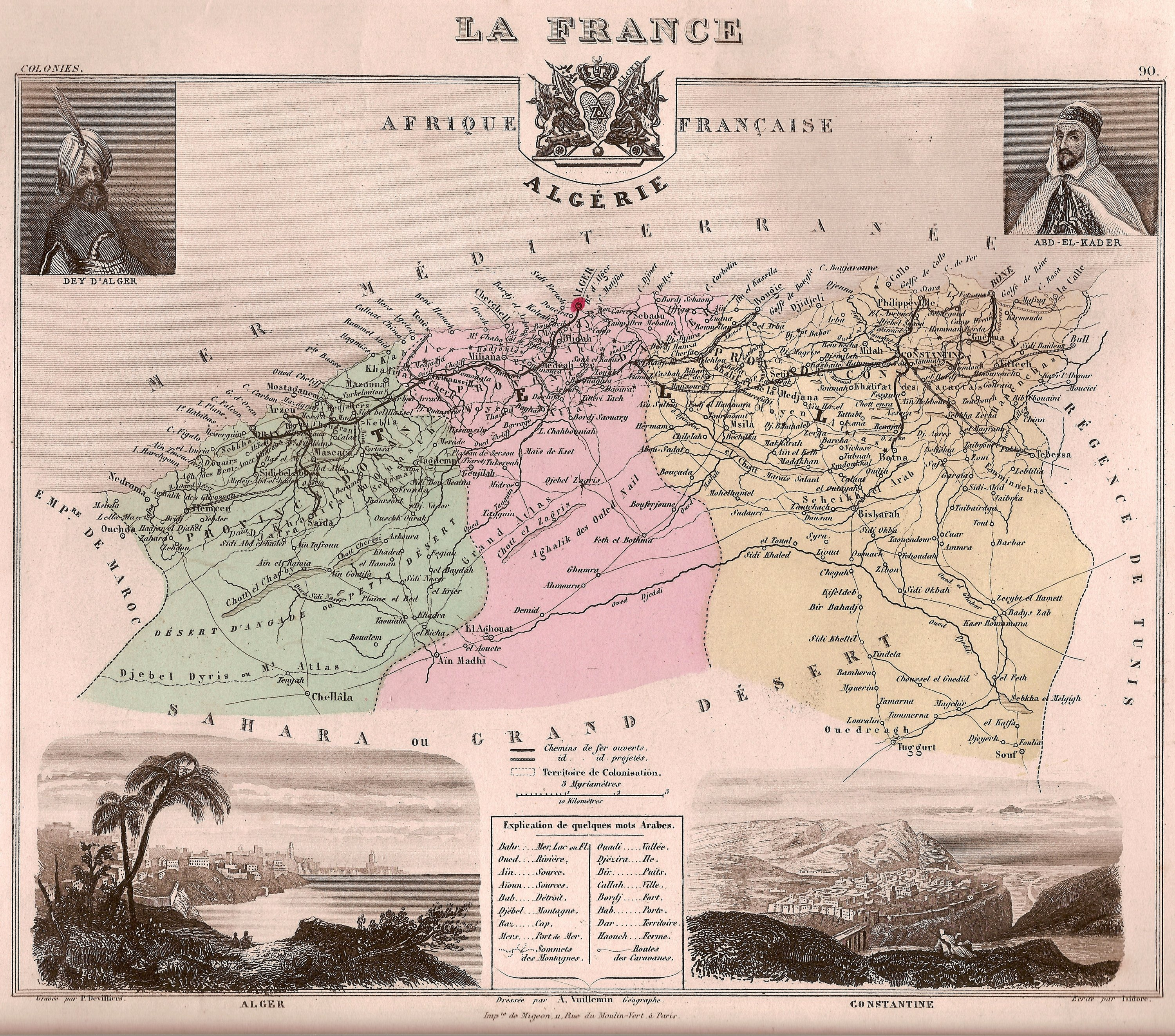
Carte de l'Algérie française

La Commission d'exploration scientifique d'Algérie a été instituée en France sous la monarchie de Juillet. 

## Historique de la Commission
Dès 1833, l'idée naît de créer une Commission afin de mener des recherches en Afrique et plus particulièrement en Algérie. La commission d'exploration scientifique d'Algérie est ainsi créée le 24 août 1839.
« (...). Nous espérons que la commission scientifique d'Alger ne restera pas en arrière de ses devancières ; elle aura même l'avantage d'être guidée par des instructions plus étendues, plus détaillées. Beaucoup de personnes aspirent à l'honneur d'en faire partie. Il est vivement à désirer que le choix de l'administration tombe sur les plus capables ; la réussite n'aura lieu qu'à ce prix. (...) ».
Après avoir mené des travaux, la commission d'exploration scientifique d'Algérie est rappelée à Paris à la fin de l'année 1841.

## Les membres
Les membres de la Commission sont choisis pour leurs compétences dans les diverses branches de la science. Un arrêté ministériel de 1840 fixe un nombre maximal de vingt quatre membres.

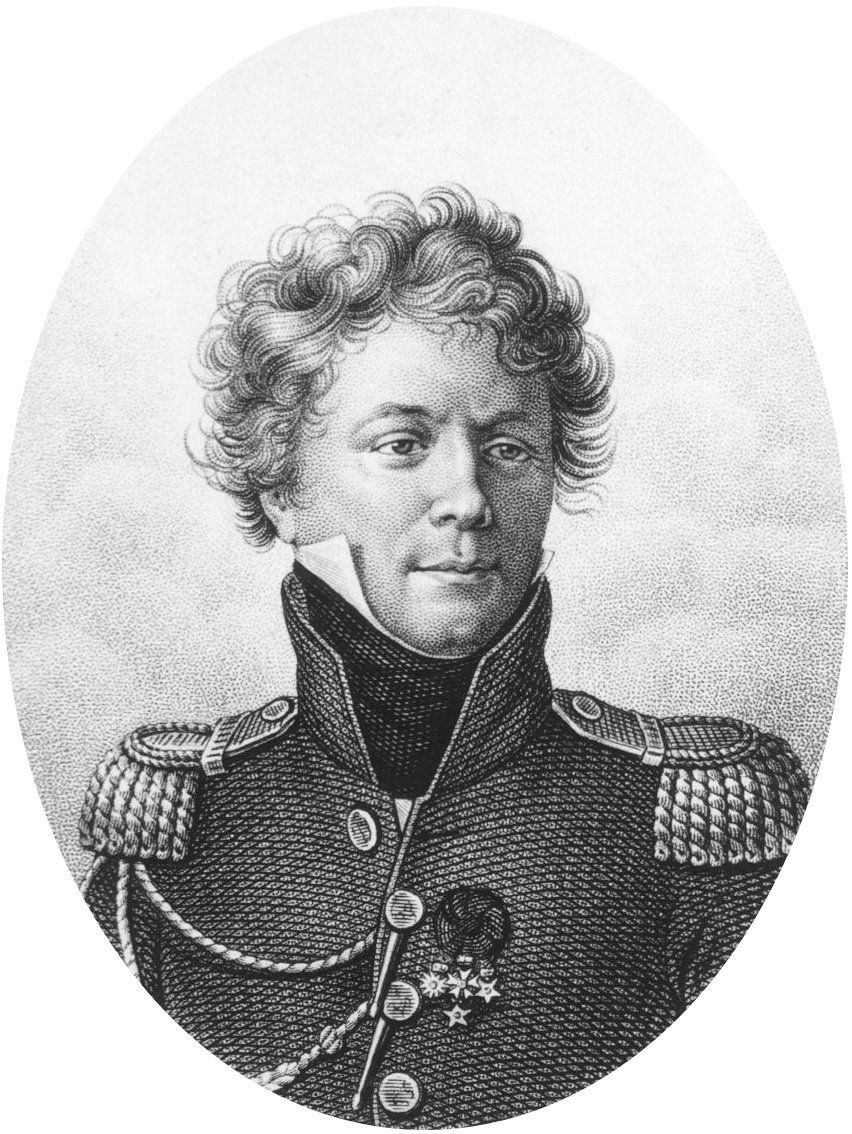
Colonel Bory de Saint-Vincent

Président : colonel Jean-Baptiste Bory de Saint-Vincent
Membres :
Mrs
- Aimé
- Arago (physicien, océanographe)
- Baccuet (capitaine, peintre, dessinateur)
- de Barrau (botaniste)
- Berbrugger
- Bové (agriculteur)
- Carette (capitaine du génie)
- Adolphe Delamare (chargé du dessin, produisit 2500 dessins, puis membre adjoint, puis titulaire)[2]
- Deshayes (zoologue)
- Durrieu (botaniste)
- Guichenot
- Pellissier de Reynaud (commandant)
- Ravergié (minéralogiste)
- Vaillant

(...)

## Les activités
La Commission mène ses travaux de recherche sur le territoire algérien. Elle effectue des reconnaissances, des relevés, des prélèvements, etc.